# Camí a la vida
Camí a la vida (Putyovka v zhizn) és una pel·lícula russa de l'any 1931, dirigida pel director soviètic Nikolai Ekk. Es tracta de la primera pel·lícula sonora de la història del cine rus.

## Argument
La pel·lícula narra la vida a les comunes de treball que es creen a l'època tsarista per combatre la delinqüència juvenil als carrers de Rússia. La trama se centra en la relació del director de la comuna, el general Nikolai Sergueiev, i els nens dels quals es fa càrrec. L'objectiu dels nens és construir una nova via ferroviària, però aquest pla es veu sabotejat a causa d'una venjança.

## Al voltant de la pel·lícula
Tot i tractar-se d'una pel·lícula sonora, el film posseeix una influència molt marcada del cinema mut, ja que utilitza retolis i intertítols propis del cinema mut.
La pel·lícula es va presentar a la primera edició del Festival de Venècia i va guanyar a millor director.

## Repartiment
- Nikolai Batalov - Nikolai Sergueiev
- Yvan Kyrlya - Dandy Mustapha
- Mikhail Dzhagofarov - Nikolai 'Kolka' Rebrov
- Mikhail Zharov – Fomka Zhigan
- Aleksandr Novikov – Vaska Busa
- Mariya Andropova - Maria Skriabina
- Vladimir Vesnovsky - Mr. Rebrov[2]